# Abarema nipensis
Abarema nipensis là một loài thực vật có hoa trong họ Đậu.